# Kōyō Kawanishi
Kōyō Kawanishi (japanska: 川西 浩陽?, Kawanishi Kōyō), född 18 januari 1959  är en japansk astronom.
Minor Planet Center listar honom som K. Kawanishi och som upptäckare av 13 asteroider.
Asteroiden 5591 Koyo är uppkallad efter honom.

## Asteroider upptäckta av Kōyō Kawanishi
| 4106 Nada [A]                                              | 6 mars 1989       |
| 4797 Ako [A]                                               | 30 september 1989 |
| 5401 Minamioda [A]                                         | 6 mars 1989       |
| 5685 Sanenobufukui [A]                                     | 8 december 1990   |
| 5737 Itoh [A]                                              | 30 september 1989 |
| 5872 Sugano [A]                                            | 30 september 1989 |
| 6155 Yokosugano [A]                                        | 11 november 1990  |
| 6557 Yokonomura [A]                                        | 11 november 1990  |
| 6559 Nomura [B]                                            | 3 maj 1991        |
| 7178 Ikuookamoto [A]                                       | 11 november 1990  |
| 9580 Tarumi [A]                                            | 4 oktober 1989    |
| 10318 Sumaura [A]                                          | 15 oktober 1990   |
| 14873 Shoyo [B]                                            | 28 oktober 1990   |
| Upptäckt tillsammans med: A Toshiro Nomura B Matsuo Sugano |                   |